# Купоярово
Купоярово (баш. Ҡупаяр) — деревня в Давлекановском районе Республики Башкортостан Российской Федерации. Входит в состав Алгинского сельсовета.

## География

### Географическое положение
Расстояние до:
- районного центра (Давлеканово): 35 км,
- центра сельсовета (Алга): 3 км,
- ближайшей ж/д станции (Давлеканово): 35 км.

## Население
| 2002 | 2009 | 2010 |
| ---- | ---- | ---- |
| 20   | ↘12  | ↗15  |

Согласно переписи 2002 года, преобладающая национальность — русские (90 %).

## Религия
В деревне есть православная часовня Симеона Верхотурского.